# Elezioni parlamentari in Turchia del 1991
Le elezioni parlamentari in Turchia del 1991 si tennero il 20 ottobre per il rinnovo della Grande Assemblea Nazionale Turca.

## Risultati
| Liste                               | Voti       | %     | Seggi |
| ----------------------------------- | ---------- | ----- | ----- |
| Partito della Retta Via             | 6 600 726  | 27,03 | 178   |
| Partito della Madrepatria           | 5 862 623  | 24,01 | 115   |
| Partito Populista Socialdemocratico | 5 066 571  | 20,75 | 88    |
| Partito del Benessere               | 4 121 355  | 16,88 | 62    |
| Partito della Sinistra Democratica  | 2 624 301  | 10,75 | 7     |
| Altri                               | 141 090    | 0,58  | –     |
| Totale                              | 24 416 666 | 100   | 450   |